# Обурден (кантон)
Обурде́н (фр. Haubourdin) — упраздненный кантон во Франции, регион Нор — Па-де-Кале, департамент Нор. Входил в состав округа Лилль.
В состав кантона входили коммуны (население по данным Национального института статистики за 2011 г.):
- Ваврен (7 609 чел.)
- Лоос (20 819 чел.)
- Обурден (14 367 чел.)
- Сант (5 657 чел.)
- Эммерен (3 211 чел.)

## Экономика
Структура занятости населения:
- сельское хозяйство — 0,7 %
- промышленность — 15,1 %
- строительство — 11,0 %
- торговля, транспорт и сфера услуг — 34,8 %
- государственные и муниципальные службы — 38,4 %

Уровень безработицы (2011) - 13,5 % (Франция в целом - 12,8 %, департамент Нор - 16,3 %). 

Среднегодовой доход на 1 человека, евро (2011) - 22 221 (Франция в целом - 25 140, департамент Нор - 22 405).

## Политика
На президентских выборах 2012 г. жители кантона отдали в 1-м туре Франсуа Олланду 28,8 % голосов против 22,7 % у Николя Саркози  и 22,5 % у Марин Ле Пен, во 2-м туре в кантоне победил Олланд, получивший 53,1 % голосов (2007 г. 1 тур: Саркози - 27,7 %, Сеголен Руаяль - 25,6 %; 2 тур: Саркози - 51,0 %). На выборах в Национальное собрание в 2012 г. по 5-му избирательному округу департамента Нор они поддержали действующего депутата, кандидата правого Союза за народное движение Себастьяна Юйга, набравшего 38,9 % голосов в 1-м туре и 53,8 % - во 2-м туре. (2007 г. 1-й тур: Себастьян Юйг (СНД) - 39,5 %, 2-й тур: Брижитт Пара (СП) - 51,8 %). На региональных выборах 2010 года в 1-м туре победил список социалистов, собравший 32,0 % голосов против 17,9 % у занявшего 2-е место списка «правых». Во 2-м туре единый «левый список» с участием социалистов, коммунистов и «зелёных» во главе с Президентом регионального совета Нор-Па-де-Кале Даниэлем Першероном получил 54,9 % голосов, «правый» список во главе с сенатором Валери Летар занял второе место с 24,8 %, а Национальный фронт Марин Ле Пен с 20,3 % финишировал третьим.
|  | Кандидат          | Партия                  | % голосов |
|  | ----------------- | ----------------------- | --------- |
|  | Даниэль Ронделаэр | Социалистическая партия | 63,11     |
|  | Филипп Барре      | Правые партии           | 36,89     |